# 三十臂弥勒菩萨
一生补处菩萨最胜大三昧耶像，又名慈生三昧耶像、三十臂弥勒菩萨，是弥勒菩萨的一种形象，记载于唐代善无畏翻译的《慈氏菩萨略修瑜伽念诵法》下卷《慈氏菩薩修愈誐法畫像品第五》中。三十臂弥勒菩萨身呈金色，頭戴五智寶冠，三十只手各執法器。
由于出处为密教经典，其形象并不像千手观音那样广泛流传。因此三十臂弥勒菩萨的造像极为罕见。

## 持物
《慈氏菩薩修愈誐法畫像品第五》中所载的持物如下：
| 序列     | 右手                               | 左手                     |
| -------- | ---------------------------------- | ------------------------ |
| 第一手   | 執金剛拳，舒風幢指右頰             | 蓮花上法界塔印           |
| 第二手   | 作金剛拳，亦舒風幢橫旋弄三股𭭯耽囉 | 蓮花上七寶金輪           |
| 第三手   | 金剛鉤                             | 五股金剛杵               |
| 第四手   | 寶螺                               | 莲花上金剛羂索           |
| 第五手   | 蓮花上七寶宮殿                     | 寶幢幡                   |
| 第六手   | 蓮花上置羯磨金剛                   | 數珠                     |
| 第七手   | 蓮花上置法金剛                     | 蓮花上置寶金剛           |
| 第八手   | 蓮花上如來眉形三昧耶               | 蓮花上如來毫相三昧耶     |
| 第九手   | 蓮花上如來鼻三摩地                 | 蓮花上如來眼三昧耶       |
| 第十手   | 蓮花上如來舌根三昧耶               | 如來耳根三昧耶、三莽地印 |
| 第十一手 | 蓮花上佛心三昧耶                   | 如來口三莽地             |
| 第十二手 | 蓮花上如來馬陰藏三摩地             | 蓮花上如來臍三摩地       |
| 第十三手 | 如意棒                             | 蓮花上如意摩尼           |
| 第十四手 | 如來寶鏡                           | 如意寶劍                 |
| 第十五手 | 金剛杵鐸                           | 蓮花上寶狮子             |

## 流行文化
2016年8月，北京ALCOO受台湾波沙山弥勒宗根本道场委托，制作以三十臂弥勒菩萨为主题的动画短片，片名为《礼赞》。